# Ritual Entertainment
Ritual Entertainment (ранее Hipnotic Interactive) — компания по разработке компьютерных игр. Основана в августе 1996 года и находилась в Далласе, штат Техас. В то время они начали разработку их компьютерной игры, названной SiN (от англ. sin — «грех»).
Члены команды Ritual внесли существенный вклад в развитие таких игр, как 25 to Life и American McGee's Alice, а также являются создателями «Übertools» для id Tech 3, который лицензировался для многих других игр.
24 января 2007 года, разработчик MumboJumbo объявил о приобретении Ritual Entertainment. После приобретения Ritual, традиционно сосредоточенный и ориентируемый на экшен-игры, переориентируется на казуальные игры, что по существу отменяет последний ряд игр Ritual, в том числе SiN Episodes после выпуска только одного эпизода из запланированных девяти.
Покупка последовала за чередой ухода нескольких ведущих сотрудников на протяжении нескольких месяцев, включая генерального директора Стива Никса, который стал директором коммерческого развития в id Software ранее вице-президент и соучредитель Том Мастейн, который уехал, чтобы стать директором разработки игры для конкурентного онлайн мультиплеера FPS, Severity для Cyberathlete Professional League, проектировщик уровней Джон Шух, который принял предложение от 3D Realms, и менеджер проверки качества Майкл Рассел, который принял предложение от Meeting Professionals International. Спустя несколько месяцев после приобретения менеджер отношений сообщества Стив Эссель покинул компанию, чтобы присоединиться к Splash Damage.
До объявления 6 декабря 2006 года Ritual объявил о назначении Кена Гарварда новым директором компании.

## Игры, созданные Ritual Entertainment
- Quake Mission Pack: Scourge of Armagon (1. expansion pack) — (1997) (PC) создан Hipnotic Interactive;
- SiN — (1998) (PC (Windows и Linux), PowerPC (Mac OS и Linux)) обе версии Linux портированы Hyperion Entertainment;
- Heavy Metal: F.A.K.K.² — (2000) (PC (Windows и Linux), Mac (Mac OS и Mac OS X), Dreamcast) Linux версия портирована Loki Software, Mac OS Classic версия портирована Contraband Entertainment, Mac OS X версия портирована The Omni Group;
- Blair Witch Volume 3: The Elly Kedward Tale — (2000) (PC);
- SiN Gold (порт) — (2000) (Mac) портирована Contraband Entertainment;
- Counter-Strike: Condition Zero — (PC) Ritual Entertainment работал над ним в 2002 после Gearbox Software и до Turtle Rock Studios который начал с середины 2003 года;
- Star Trek: Elite Force II — (2003) (PC);
- Counter-Strike  — (2003) (порт на Xbox);
- Delta Force: Black Hawk Down - Team Sabre (expansion) — (2004) (PC);
- SiN Episodes: Emergence — (2006) (PC).

### Невышедшие
- The Lord of the Rings: The Two Towers — (PC) (отменена);
- SiN II демонстрационный пример издателя — (2003) (PC) Ritual Entertainment сделал демоверсию игры, чтобы показать потенциальным издателям;
- Legacy of Kain: The Dark Prophecy — (2004) (отменена);
- Quake IV: Awakening отменённое дополнение к Quake IV.